# Lijn 3 (Rodalies Barcelona)
Rodalies Barcelona lijn 3 (R3) is een stoptreindienst van de Spaanse maatschappij Renfe Operadora. Het maakt deel uit van de Rodalies Barcelona in de metropool Barcelona, Catalonië, Spanje. Een gedeelte van deze lijn, tussen Vic - Puigcerdà en Latour de Carol, wordt uitgevoerd door een regionale dienst en is de enige die door de Pyreneeën en Frankrijk gaat. Die regionale dienst maakt geen onderdeel uit van het Rodalies ticketsysteem.